# Egy szerelem három éjszakája (film)
Az Egy szerelem három éjszakája az azonos című musical 1967-es filmváltozata. A filmet a magyar filmkritikusok Somló Tamásnak odaítélt operatőri díjjal tüntették ki. Nemzetközi fesztiválokon (Buenos Aires, Mar del Plata) a film a legjobb rendezés díját kapta.

## Alkotók
- Rendező: Révész György
- Forgatókönyvíró: Hubay Miklós, Vas István
- Zeneszerző: Ránki György
- Operatőr: Somló Tamás

## Szereplők
- Tóth Benedek (Bálint)
- Venczel Vera (Júlia)
- Darvas Iván (Boldizsár)
- Latinovits Zoltán (Menyhért)
- Sinkovits Imre (Gáspár)
- Kállai Ferenc
- Philippe Forquet
- Major Tamás
- Bodrogi Gyula
- Béres Ilona (Melitta)
- Greguss Zoltán (Melitta férje)
- Fonyó József
- Fülöp Zsigmond
- Szörényi Levente
- Sztankay István
- Tahi Tóth László
- Tordy Géza